# Vasili Maté
Vasili Vasílievich Mate o Maté (cirílico ruso: Васи́лий Васи́льевич Матэ́, Virbalis, actualmente Lituania, 1856-Petrogrado, 1917) fue un pintor y grabador ruso.
Gran experto en el grabado en madera y el agua fuerte, no fue autor de muchas obras originales, pero fue uno de los grabadores rusos más importantes del siglo XIX. En 1889, se pasó a la xilografía y retrató a grandes personalidades de la historia y la cultura de Rusia.
Se formó en la Sociedad Imperial de Fomento de las Artes y la Academia Imperial de las Artes de San Petersburgo y más tarde en París con François Pannemaker y Claude Ferdinand Gaillard (1880-1883)
Fue profesor en la Academia de arte e industria de Stieglitz, y entre sus discípulos figuran Ana Ostroumova-Lebedeva o Valentín Serov.